# هنرستان صنعتي (همت أباد)
هنرستان صنعتي (بالفارسية: هنرستان صنعتی) هي قرية تقع في إيران في قسم همت أباد الريفي. يقدر عدد سكانها بـ 57 نسمة .